# Šehadet
Šehadet  (ar. الشهادة - eš-šehāda, što znači očitovanje) rečenica je kojom svaki musliman ispovijeda svoju pripadnost islamu, što je prvi stup islama. Tom rečenicom vjernik potvrđuje postojanje samo Jednog Boga (Alaha) i da je Muhamed Alahov poslanik, odnosno prorok. Šehadet se obavezno ispovijeda na arapskom jeziku, a najjednostavniji oblik tog izraza (kod sunita) glasi:
لا إله إلا الله محمد رسول الله (Lā ilāhe illallāh, Muhammed resūlu-llāh.) - arapski
Nema boga osim Alaha, Muhamed je Alahov poslanik.
Kod šijita postoji i dodatak: وعليٌ وليُّ الله, ... ve Ali-jjun veli-jju-llāh!, što znači ... i Ali je velija (namjesnik) Alahov.

## Izgovaranje šehadeta
Od muslimana se očekuje da šehadet izgovaraju što češće. Šehadet je također sastavni dio molitve Tešehhud koja se u svakom namazu izgovara najmanje dva puta. Osobe koje se odluče postati muslimanom moraju izgovoriti šehadet na arapskom, a preporučuje se da ga izgovore i na svom materinskom jeziku, pred nekim ovlaštenim imamom ili najmanje dva svjedoka muslimana. Nakon toga osoba stječe puno pravo zvati se muslimanom.
Duži oblik šehadeta je:
.أشهد أن لا إله إلا الله و أشهد أن محمد رسول الله - Ešhedu en lā ilāhe illallāh, ve ešhedu enne Muhammeden resūlullāh.
Očitujem da je samo Alah Bog i očitujem da je Muhammed Alahov poslanik.
Dodatno ešhedu en - očitujem pojačava značenje iskrene ispovijesti vjere, a veznik ve - i spaja dvije ispovijesti u jednu, kako bi se izjednačila važnost obje. Drugi dio ispovijesti može glasiti i:
.و أشهد أن محمد عبده و رسوله... - ... ve ešhedu enne Muhammeden abduhū ve resūluhū.
... i očitujem da je Muhammed Njegov (Alahov) sluga (rob) i poslanik (prorok).
Puna verzija šehadeta kod šijita glasi:
Ešhedu en lā ilāhe illa-llāh, ve ešhadu enne Muhammeden ʿabduhu ve resūluhu ve ešhadu enne mūlānā ʿAli-jjun veli-jju-llāh.
Očitujem da je samo Alah Bog, i da je Muhammed Njegov sluga i poslanik, i da je Ali Njegov namjesnik.
Neki šijiti ipak izostavljaju dodatak vezan za Alija, iako većina smatra da je od jednake važnosti posvjedočiti da je Ali Božji namjesnik (što je i razlog podjele muslimana na sunite i šiite), kao što je Alah Jedini Bog, a Muhammed Njegov poslanik.
Šehadet je sastavni dio brojnih islamskih molitvi (dova), te učenja u slavu Boga (zikr).

## Uvjeti za ispravnost šehadeta
Da bi ispovijest vjernika bila važeća moraju se poštovati određeni uvjeti:
- El-`Ilm (العلم): poznavati značenja šehadeta.
- El-Jekin (اليقين): biti siguran u istinitost šehadeta bez imalo sumnje i zbunjenosti.
- El-Ihlas (الإخلاص): biti iskren u izgovaranju koje pobija svaku mogućnost mnogoboštva (širk).
- Es-Sidk (الصدق): biti u istini koja ne ostavlja mjesta laži i dvoličnosti ili licemjerju.
- El-Mehabbeh (المحبة): ljubiti šehadet i biti zadovoljan njime i njegovim značenjem.
- El-Inkiad (الانقياد): pokoravati se njegovom značenju, što znači izvršavati sve dužnosti kojima šehadet vjernika obavezuje, iskreno se potčinjavajući Bogu i tražeći Njegovo zadovoljstvo.
- El-Kubul (القبول): potpuno prihvaćati šehadet, ne ostavljati mogućnost odbijanja njegove istinitosti.

Ispovijedanje šehadeta također znači da vjernik u potpunosti vjeruje u Muhamedovo poslanje i ono što on od Boga prenosi, da će u svome životu nastojati činiti sve što vjera od njega zahtijeva i kloniti se svega što mu islam zabranjuje, da će mu Alah biti na prvom, a Muhamed na drugom mjestu u životu, vredniji od bilo čega što posjeduje, pa tek onda obitelj, rodbina i prijatelji. Ukratko, šehadetom čovjek prihvaća islam u cijelosti i počinje živjeti islamskim načinom života u najvećoj mogućoj mjeri.